# Шилин, Геннадий Васильевич
Геннадий Васильевич Шилин (5 февраля 1944 — 16 сентября 2018) — советский футболист, нападающий.
В командах мастеров дебютировал в 1962 году в классе «Б» в составе ярославского «Шинника». В 1964 году в первой группе класса «А» провёл 16 игр, забил четыре гола и стал лучшим бомбардиром команды. В 1968—1970 годах за «Зарю» Луганск/Ворошиловград в чемпионате сыграл 58 матчей, забил 8 голов. В 1971—1973 годах играл во второй лиге за «Шахтёр» Кадиевка. Завершил карьеру в 1974 в «Заре», сыграв в высшей лиге 16 матчей, забив один гол.
Сын Игорь (род. 1967) в 1984—1985 годах провёл одну игру за дубль донецкого «Шахтёра» и шесть матчей во второй лиге.